# Alberto Mora (football)
Pour les articles homonymes, voir Mora.
Luis Alberto Mora Insúa, né le 21 décembre 1959 à Piura au Pérou, est un footballeur péruvien des années 1980. Il jouait au poste d'attaquant.

## Biographie

### Carrière en club
Surnommé Cucaracha (« le cafard »), Alberto Mora apparaît au début des années 1980 à l'Atlético Grau de Piura. En 1983, il est sacré champion du Pérou avec le Sporting Cristal, puis participe l'année suivante à la Copa Libertadores 1984 où il marque deux buts en cinq matchs.
Sa meilleure saison sur le plan individuel a lieu en 1988, lorsqu'il termine meilleur buteur du championnat du Pérou au sein de l'Octavio Espinosa (15 buts marqués). 
Alberto Mora part pour l'Équateur afin de jouer au Deportivo Cuenca en 1989, avant de terminer sa carrière au début des années 1990 au club de ses débuts (l'Atlético Grau).

### Carrière en équipe nationale
International péruvien, Alberto Mora est convoqué par le sélectionneur Juan José Tan à l'occasion de la Copa América 1983. Il joue six matchs en équipe du Pérou, tous disputés en 1983 (aucun but marqué).

## Palmarès
| Sporting Cristal - Championnat du Pérou (1) : - Champion : 1983. |  | Octavio Espinosa - Championnat du Pérou : - Meilleur buteur : 1988 (15 buts). |